# Tamara Popova
Tamara Popova es una deportista soviética que compitió en piragüismo en la modalidad de aguas tranquilas. Ganó dos medallas en el Campeonato Mundial de Piragüismo, en los años 1971 y 1973.

## Palmarés internacional
| Campeonato Mundial | Campeonato Mundial    | Campeonato Mundial | Campeonato Mundial |
| Año                | Lugar                 | Medalla            | Evento             |
| ------------------ | --------------------- | ------------------ | ------------------ |
| 1971               | Belgrado (Yugoslavia) | Medalla de bronce  | K2 500 m           |
| 1973               | Tampere (Finlandia)   | Medalla de oro     | K4 500 m           |